# والنتین سیلاغی
والنتین سیلاغی (انگلیسی: Valentin Silaghi؛ زادهٔ ۲۱ آوریل ۱۹۵۷) ورزشکار بوکس اهل رومانی است.
وی در مسابقات کشوری و بین‌المللی در مجموع برندهٔ ۳ مدال طلا، ۲ مدال نقره، ۲ مدال برنز شده‌است.